# Archives historiques et bibliothèque des PTT
Les Archives historiques et bibliothèque des PTT, ou Archives des PTT, constituent les archives d’entreprise des PTT (poste, téléphones et télégraphes) de Suisse. En 1997, les PTT ont été privatisés et scindés en La Poste et Swisscom.

## Profil et fonds
Les Archives des PTT conservent avant tout des documents des années 1849 à 1997. Cependant, elles contiennent également des dossiers plus anciens provenant des précurseurs cantonaux de l’administration fédérale des postes suisses. Avec leurs fonds, les archives des PTT retracent l’histoire de la poste et des télécommunications ainsi que l’histoire technique, régionale, sociale et économique de la Suisse,.
La bibliothèque est composée d’ouvrages de référence, d’un fonds de livres et de revues ainsi que de publications sur le sujet de la poste et de la télécommunication. Les ouvrages de la bibliothèque peuvent uniquement être consultés sur place.
Au total, les archives préservent des documents originaux sur quelque 5 500 mètres linéaires. Les livres, les périodiques et les revues occupent 2 000 mètres linéaires.

## Organisation
Chargée par La Poste et Swisscom, la Fondation suisse pour l’histoire de la poste et des télécommunications gère depuis 1999 le Musée de la communication à Berne ainsi que les archives des PTT. Les archives sont inscrites comme bien culturel suisse d'importance nationale.

## Consultation
Selon la loi fédérale sur l’archivage, La Poste et Swisscom — les deux entreprises ayant succédé juridiquement à la régie fédérale des PTT — sont obligées de conserver leurs fonds d’archives et de les rendre accessibles au public. Les documents archivés peuvent être consultés sur rendez-vous : une salle de lecture est mise à disposition des clients.